# آرنه لارسن
آرنه لارسن (بالنرويجية البوكمول: Arne Larsen)‏ هو متزحلق نرويجي، ولد في 7 يوليو 1909 في Koppang ‏ في النرويج، وتوفي في 29 مايو 1981.